# Rugosolibethra secunda
Rugosolibethra secunda är en insektsart som först beskrevs av Carl 1913.  Rugosolibethra secunda ingår i släktet Rugosolibethra och familjen Diapheromeridae. Inga underarter finns listade i Catalogue of Life.